# 1937 au Manitoba
Chronologie du Manitoba
- 1933
- 1934
- 1935
- 1936
- 1937
- 1938
- 1939
- 1940
- 1941

Cette page concerne des événements survenus en 1937 dans la province canadienne du Manitoba.

## Politique
- Premier ministre : John Bracken
- Chef de l'Opposition :
- Lieutenant-gouverneur : William Johnson Tupper
- Législature :

## Naissances
- 4 mai : George Samuel Konik (né à Flin Flon), joueur professionnel de hockey sur glace[1].

- 7 juillet : Nelson Kuhn, né à Whitemouth (en), sportif canadien pratiquant l'aviron.

- 4 décembre : Donnelly Rhodes acteur, réalisateur et producteur canadien né à Winnipeg.

## Décès
- 21 novembre : Matthew Robert Blake (en), politicien.